# Prionostemma ferrugineum
Prionostemma ferrugineum is een hooiwagen uit de familie Sclerosomatidae.